# Cem Ince
Cem Hamit Ince (* 9. Dezember 1993 in Salzgitter) ist ein deutscher Gewerkschafter und Politiker (Die Linke). Er ist Mitglied des 21. Deutschen Bundestages.

## Leben
Ince stammt aus einer Arbeiterfamilie. Sein Großvater kam 1968 aus dem kurdisch geprägten Teil der Türkei als Gastarbeiter nach West-Deutschland, wurde Stahlarbeiter bei der Salzgitter AG arbeitete später bei Volkswagen. Auch sein Vater war bei der Salzgitter AG tätig und später Betriebsrat bei Volkswagen.
Ince absolvierte 2012 das Abitur am Kranich-Gymnasium in Salzgitter und begann anschließend eine Berufsausbildung bei Volkswagen zum Elektroniker für Automatisierungstechnik. Unternehmensintern qualifizierte er sich zum Softwareentwickler weiter. In dieser Zeit begann er sich gewerkschaftlich bei der IG Metall zu organisieren, wurde 2012 IG Metall-Vertrauensmann und wurde von 2014 bis 2016 Mitglied der Jugend- und Auszubildendenvertretung bei Volkswagen in Salzgitter, von 2016 bis 2020 dessen Vorsitzender, außerdem stellvertretender Vorsitzender der Gesamt Jugend- und Auszubildendenvertretung der Volkswagen AG. Seit 2022 ist er Mitglied der IG Metall Vertrauenskörperleitung Volkswagen Salzgitter. Er ist Gewerkschafter in dritter Generation.

## Politik
Seit 2019 ist Ince Mitglied der Linken, seit 2021 dessen Ortsvorsitzender und Mitglied des Stadtrates von Salzgitter.
Bei der Bundestagswahl 2025 trat er als Direktkandidat im Wahlkreis Salzgitter-Wolfenbüttel sowie auf Listenplatz 2 der niedersächsischen Linkspartei an und wurde über die Landesliste in den Bundestag gewählt.
Ince ist im 21. Deutschen Bundestag Mitglied des Ausschuss für Arbeit und Soziales. Für seine Fraktion ist er Sprecher für Gewerkschaftliche Kämpfe und Gute Arbeit in der Industrie und Sprecher für Mitbestimmung und Wirtschaftsdemokratie.